# Burundi labdarúgó-bajnokság (első osztály)
Az 1972-ben alapított burundi labdarúgó-bajnokság első osztálya a Burundi labdarúgás legmagasabb divíziója.

## A 2009-es bajnokság csapatai
| Klub                  | Város     | Alapítva     |
| --------------------- | --------- | ------------ |
| Vital'O FC            | Bujumbura | 1960-as évek |
| Atlético Olympic      | Bujumbura |              |
| AS Inter Star         | Bujumbura |              |
| Academie Tchité FC    | Bujumbura |              |
| Muzinga               | Bujumbura |              |
| Flamengo de Ngagara   | Bujumbura |              |
| Wazee                 | Rumonge   |              |
| Aigle Noir            | Makamba   |              |
| LLB Académic          | Bujumbura |              |
| Prince Louis FC       | Bujumbura |              |
| Delta Star de Gatumba | Mutimbuzi |              |
| Volontaire            | Kanyosha  |              |
| Olympic Star          | Muyinga   |              |
| Musongati             | Gitega    |              |

## Bajnokcsapatok
| - 1972: Burundi Sports Dynamic (Bujumbura) - 1973: Burundi Sports Dynamic (Bujumbura) - 1974: Inter FC (Bujumbura) - 1975: Ismeretlen - 1976: Ismeretlen - 1977: Ismeretlen - 1978: Inter FC(Bujumbura) - 1979: Vital'O (Bujumbura) - 1980: Prince Louis FC (Bujumbura) - 1981: Prince Louis FC (Bujumbura) - 1982: Vital'O (Bujumbura) - 1983: Fantastique (Bujumbura) - 1984: Vital'O (Bujumbura) | - 1985: Vital'O (Bujumbura) - 1986: Vital'O (Bujumbura) - 1987: Inter FC (Bujumbura) - 1988: Inter FC (Bujunbura) - 1989: Inter FC (Bujumbura) - 1990: Vital'O (Bujumbura) - 1991: AS Inter Star (Bujumbura) - 1992: Vital'O (Bujumbura) - 1995: Fantastique (Bujumbura) - 1996: Fantastique (Bujumbura) - 1997: Maniema | - 1998: Vital'O (Bujumbura) - 1999: Vital'O (Bujumbura) - 2000: Vital'O (Bujumbura) - 2001: Prince Louis FC (Bujumbura) - 2002: Muzinga FC (Bujumbura) - 2003: Nem fejeződött be - 2004: Atlético Olympic (Bujumbura) - 2005: AS Inter Star (Bujumbura) - 2006: Vital'O (Bujumbura) - 2007: Vital'O (Bujumbura) - 2008: AS Inter Star (Bujumbura) |

## Örökmérleg
| Klubcsapat             | Aranyérmes |
| ---------------------- | ---------- |
| Vital'O                | 12         |
| Inter FC               | 5          |
| AS Inter Star          | 3          |
| Fantastique            | 3          |
| Prince Louis FC        | 3          |
| Burundi Sports Dynamic | 2          |
| Atlético Olympic       | 1          |
| Muzinga FC             | 1          |
| Maniema                | 1          |

## Gólkirály
| Szezon |  | Gólkirály   | Csapat  | Találatok |
| 2008   |  | Eric Gatoto | Vital'O | 18        |

## Külső hivatkozások
- Statisztika az RSSSF honlapján
- africansoccerunion.com